# 善慶 (嘉庆壬戌进士)
善慶（1768年 - 1827年），字興元，号樂斋，博尔济吉特氏，满洲正蓝旗人。乾隆戊申科举人，嘉庆壬戌进士。

## 生平
嘉庆十年任刑部汉档房主事；十五年任吏部稽勋司员外郎；十九年任国子监祭酒；二十三年任顺天乡试监临。后官至左副都御史，礼部侍郎等职。